# Menhir d'Arribirilleta
Le menhir d'Arribirilleta, connu également sous le nom de Arribirilletako zutarria ou Arribirilletako menhirra, est un mégalithe datant du Néolithique ou de l'Âge du bronze situé dans la province du Guipuscoa, dans les montagnes basques.

## Situation
Le menhir se trouve à 896 mètres d'altitude, à proximité du massif d'Irukurutzeta, entre les villages de Soraluze à l'ouest, et d'Azkoitia à l'est.

## Description
Le monolithe, taillé dans le grès, a une hauteur de 3,60 m pour une largeur maximale de 1,70 m, et une épaisseur de 0,50 m. Son poids est estimé à 3,5 tonnes.

## Histoire
Le menhir est découvert (ou signalé) en 1921 par le bascologue José Miguel de Barandiarán Ayerbe.
Il est redressé en 2014,.